# Carlos Bulgheroni
Carlos Alberto Bulgheroni (9 de marzo de 1945 – 3 de septiembre de 2016) fue un importante empresario argentino del sector energético y uno de los hombres más ricos del país.

## Primeros años
Carlos Bulgheroni nació en Rufino, Santa Fe, de madre española y padre italiano. Estudió en la Universidad de Buenos Aires, y se doctoró en Derecho en 1970. Bulgheroni desarrolló un linfoma a los 24 años pero se recuperó satisfactoriamente.
Su padre, Alejandro Ángel Bulgheroni, comenzó en 1948 en el negocio del petróleo como fabricante de bridas, los anillos que sirven para unir los tubos por donde fluye el petróleo, las cuales vendía a YPF. De estas piezas tomó el nombre con el que llamó a su empresa: “Grupo Bridas”. En la década de 1970, Bridas ya era una de las empresas privadas más grandes en el sector de energía argentino.

## Carrera

### Industria petrolera
En 1985 cuando su padre fallece es nombrado presidente empresa familiar junto con su hermano mayor Alejandro Bulgheroni.
Carlos Bulgheroni fue involucrado en el caso de coimas por el pago de la extensión del contrato por 40 años en el año 2007 a su empresa Pan American Energy por la explotación del Cerro Dragón, en un monto cercano a los U$S 300 millones.
En la causa, están involucrados la empresa Pan American Energy, y funcionarios provinciales
En 1992, Bulgheroni obtuvo concesiones de exploración gasífera en Turkmenistán. En 1997, negoció, a través de Bridas, con la facción talibán gobernante en Afganistán para construir el Gasoducto Trans-Afganistán de Turkmenistán hasta Pakistán. Esas negociaciones estaban en competencia con otras emprendidas por la empresa estadounidense Unocal. A pesar de que ya había un acuerdo con la Unocal y su subsidiaria CentGas, Bulgheroni logró que el trato se anulara en enero de 1998 a favor de uno con Bridas. La inestabilidad en Afganistán retrasó la construcción del gasoducto y finalmente, como consecuencia de la Invasión de Estados Unidos a Afganistán en octubre de 2001, el contrato con Bridas se rescindió a favor del anterior con Unocal. En 2006, Bulgheroni señaló que aún estaba interesado en la participación de Bridas en el Gasoducto Trans-Afganistán, aunque este proyecto sigue obstaculizado por el caos en curso en la nación de Asia Central. [cita requerida]
En septiembre de 1997, fundó Pan American Energy tras la fusión de la compañía estadounidense Amoco (posteriormente comprada por British Petroleum) y Bridas. Carlos Bulgheroni convirtió a Pan American Energy.En marzo de 2010, la empresa de exploración de petróleo y gas China National Offshore Oil Corporation (CNOOC) adquirió el 50% del Grupo Bridas, es decir, se quedó con el 20% de Pan American Energy.
A través de Pan American Energy, Bulgheroni adquiere Cerro Dragón como el yacimiento petrolífero más importante de Argentina comprando además yacimientos en las cuencas Neuquina, Noroeste y Marina Austral.
Carlos Bulgheroni también fue nombrado presidente de la división Energía de Allis-Chalmers en 2006; y de EDIC, una empresa especializada en la exploración y producción de petróleo y gas natural en el norte africano, Rusia, Asia central, y Medio Oriente.

### Otros cargos
Entre algunos de los puestos que ocupó, además de los cargos en la industria petrolera, se destaca que Bulgheroni fue cofundador de la Fundación de Teatro Colón (1978) y de la Fundación de la Policía Federal (1989).
Fue también miembro de la Bolsa de Comercio de Buenos Aires, la Fundación de Investigaciones Económicas Latinoamericanas (FIEL), el Centro Peres por la Paz, el Consejo Empresarial ruso argentino, y el Centro para Estudios Estratégicos e Internacionales (CSIS). En CSIS, además de suplente como trustee, también sirvió como consejero internacional y asesor senior en la Iniciativa de Exploración Espacial.
Fue fundador y socio del US and Argentine Caucus. Además fue presidente del Consejo Empresarial argentino, del Consejo Consultivo Empresarial de la Organización Mundial de Comercio en Ginebra, presidente y representante del Mercosur desde 1990 a 2002 para el Foro Empresarial Mercosur - UE, y miembro del Comité Ejecutivo de la Cámara de Comercio Internacional en París.

## Premios
Carlos Bulgheroni fue distinguido, junto a su hermano, con el Premio Fortuna de Oro a la trayectoria empresarial en 2013. Ese mismo año obtuvo el Premio al Dirigente de Industria del año otorgado por la Asociación Dirigentes de Empresas. 
En 2002, fue condecorado Gran Oficial de la Orden al Mérito de la República Italiana por su labor en el ámbito de la producción y los negocios .

## Muerte
El 3 de septiembre de 2016, a los 71 años de edad, falleció en Estados Unidos en la Clínica Mayo, a raíz de un cáncer que lo afectaba desde hacía mucho tiempo.